# علامات وأعراض السرطان
أعراض السرطان هي التغيرات التي تتطرأ على الجسم نتيجة إصابته بالسرطان وعادة ما تكون ناجمة عن تأثير السرطان على جزء من الجسم الذي ينمو فيه السرطان ،كما أنه يمكن أن يسبب أعراضًا عامة مثل فقدان الوزن أو التعب.
يوجد أكثر من 100 نوع مختلف من السرطانات والتي قد ينتج عنها مجموعة واسعة من العلامات والأعراض والتي قد تظهر بطرق مختلفة. 

## العلامات والأعراض
السرطان عبارة عن مجموعة من الأمراض التي تشمل النمو الغير طبيعي للخلايا مع احتمال غزوها أو انتشارها إلى أجزاء أخرى من الجسم.   قد يكون من الصعب تشخيص السرطان لأن علاماته وأعراضه غالبًا ما تكون عامة وغير محددة ، أي أنها لا تشير يشكل مباشر إلى عملية مرضية معينة ومحددة.[بحاجة لمصدر]
في الطب يوجد فرق بين العلامة (sign) والعَرَض( symptom) حيث أن العلامة هي شيء يمكن قياسه أو ملاحظته بشكل موضوعي، بينما العرض هو الشعور أو العلامة التي يشعر بها المريض ولا يمكن قياسها بشكل موضوعي وهنا نعني بشكل موضوعي يعني أن العلامة يمكن قياسها أو ملاحظتها بطريقة محددة وموضوعية، مثل فحص ضغط الدم، أو قياس درجة الحرارة، أو استخدام أجهزة طبية مثل الأشعة السينية لتحديد وجود كسر في العظم.
كما هو الحال في ارتفاع درجة حرارة الجسم (الحمى) أو الطفح الجلدي أو الكدمة (أي تتم ملاحظته من قبل الطبيب على المريض) أما  العَرَض ، على النقيض من ذلك ، هو التجربة الذاتية التي قد تشير إلى مرض أو إصابة ، مثل الألم أو الدوخة أو التعب (أي ما يشعر به المريض نفسه).  لا تستبعد العلامات والأعراض بعضها البعض ، على سبيل المثال ، يمكن ملاحظة الشعور الذاتي بالحمى كعلامة يمكن قياسها وملاحظتها باستخدام مقياس حرارة حيث يسجل قراءة عالية. 
نظرًا لأن العديد من أعراض السرطان تكون تدريجية في البداية وعامة في طبيعتها ، فإن فحص السرطان يمثل أولوية رئيسية للصحة العامة. قد يشمل ذلك الفحوصات المخبرية والجسدية ، وعينات الأنسجة ، أو اختبارات التصوير التشخيصي التي يوصى بإجراءها على فترات زمنية محددة لسكان معينين حيث يمكن للفحوصات تحديد السرطانات قبل ظهور الأعراض في مراحله المبكرة.  كما يمكن الوقاية من بعض أنواع السرطانات بلقاحات ضد الفيروسات المسببة لها (مثل لقاحات فيروس الورم الحليمي البشري كوقاية من سرطان عنق الرحم). 
إن تثقيف المريض حول الأعراض المقلقة التي تتطلب مزيدًا من التقييم أمر مهم وذلك لتقليل المراضة والوفيات الناجمة عن السرطان.
كما أن الأعراض التي تسبب القلق الزائد ، والأعراض المستمرة أو الغير مبررة و ظهور عدة أعراض معًا يستدعي تقييم بشكل خاص من قبل أخصائي صحي.[بحاجة لمصدر]

## علامات وأعراض السرطان
الآليات
قد ينتج عن السرطان أعراض بإحدى الآليات التالية أو بأكثر من ألية واحدة:[بحاجة لمصدر]
- تأثير الكتلة (Mass effect): قد يؤدي النمو غير الطبيعي للأنسجة أو الورم إلى الضغط على التراكيب المجاورة لهذا الورم، مما يتسبب في ألم أو التهاب أو تعطيل وظيفة هذه التراكيب المحيطة. لا تنتج جميع أنواع السرطانات أورامًا صلبة حتى السرطانات الحميدة (تلك التي لا تنتشر الى أماكن أو أنسجة أخرى بالجسم) قد يكون لها عواقب وخيمة إذا ظهرت في أماكن خطرة مثل القلب أو الدماغ ويمكن أن يسبب نمو الورم في الجهاز الهضمي انسدادًا بالأمعاء الدقيقة .
- فقدان الوظيفة: يحدث ذلك نتيجة نقص الأكسجين والمغذيات للخلايا الوظيفية الطبيعية وذلك بسبب استنزاف الخلايا السرطانية لهما ، مما يؤدي إلى تعطيل وظيفة العضو المتأثر. كما أن العديد من الأورام قادرة على تحفيز تكون أوعية دموية جديدة تعمل على تغذية الورم بدلاً من الأنسجة السليمة الطبيعية. و قد يؤدي كلاً من الوظيفة غير الطبيعية للخلايا السرطانية وانخفاض وظيفة الخلايا في عضو معين إلى فشل ذلك العضو.
  - زيادة إنتاج اللاكتات: ينص تأثير واربورغ على أن الخلايا السرطانية في وجود الأكسجين والجلوكوز تأخذ مسارًا مختلفًا لإنتاج الطاقة ، وتحويل الطاقة لإنتاج الكتلة الحيوية لدعم نمو الورم. هذا التمثيل الغذائي الفريد يمكن أن يفتح الباب أمام تطوير علاجات جديدة للسرطان تستهدف الإنزيمات المسؤولة عن هذا النمط الغذائي الخاص بالخلايا السرطانية، مثل الإنزيمات التي تنظم إنتاج اللاكتات والتي تسهم في دعم نمو الورم وهي نازعة هيدروجين اللاكتات والإنتاج الوسيط لـ TCA.
- متلازمات الأباعد الورمية : هي مجموعة من الأعراض والعلامات التي يمكن أن تنشأ عندما تنتج بعض أنواع السرطانات هرمونات معينة، وخاصة إذا كانت تلك السرطانات تنشأ من خلايا الغدد الصماء العصبية. يمكن أن تسبب هذه الهرمونات المنتبذة من الأورام السرطانية خلل في وظيفة الغدد الصماء، مسببة اختلالات في الجسم. على سبيل المثال، قد ينتج سرطان الغدة الجار درقية هرمونات الغدة الجار درقية بكميات كبيرة، مما يؤدي إلى زيادة في وظيفة الغدة الجار درقية، مما يؤثر على وظيفة الجسم. بالمثل، يمكن لأورام السرطاوية التي تنشأ من الخلايا التي تفرز السيروتونين أن تسبب زيادة في إنتاج السيروتونين، وهو هرمون يؤثر على العديد من الوظائف الجسمية، مما ينتج عنه أعراض متنوعة أو إنتاج السيروتونين من قبل الأورام السرطاوية. في هذه الحالات ،كما أن الخلايا السرطانية المنتجة للهرمونات المنتبذة تتكاثر بشكل سريع و لا تستجيب بإفرازها لهذه الهرمونات لمحاولة تثبيط انتاجها أي تنتج بكميات كبيرة ولا يمكن التحكم بها و نظرًا لأن هذه الهرمونات تعمل على أنسجة بعيدة عن مواقع انتاجها ، فقد تظهر علامات وأعراض متلازمة الأباعد الورمية بعيدة عن مكان وجود الورم الأصلي.
  - الانصمام الخثاري الوريدي (Venous Thromboembolism) : المرضى الذين يعانون من أنواع معينة من السرطانات معرضون بشكل متزايد لخطر الإصابة بجلطات الدم وذلك بسبب زيادة إنتاج عوامل التخثر. قد تدمر هذه الجلطات الدورة الدموية محليًا أي حيث مكان تكونها أو يمكن أن تنخلع وتنتقل إلى القلب أو الرئتين أو الدماغ وقد تكون قاتلة و تشمل أعراض تجلط الدم : الألم ، والتورم ، والسخونة وفي المراحل المتقدمة تشمل التنميل خاصة في الذراعين والساقين و قد تزيد بعض علاجات السرطان من هذا الخطر. [9]
- الانصبابُ: قد تحفز السرطانات انتقال السوائل في الجسم ويؤدي إلى تجمع السوائل خارج الخلايا مثل سرطاني الثدي والرئة يتسببان في حدوث انصباب جنبي أو تراكم السوائل في بطانة الرئتين كما قد تسبب سرطانات البطن وسرطان المبيض والرحم تراكم السوائل في التجويف البطني (استسقاء البطن).

### الأعراض المشككة
قد تكون أعراض السرطان عبارة عن تغيرات غير محددة في إحساس الفرد بالرفاهية الجسدية وتعرف بالأعراض البنيوية ، أو قد تكون موضعية أي في عضو معين أو منطقة تشريحية معينة.[بحاجة لمصدر]
قد تشير الأعراض التالية لوجود سرطان    و قد تشير إلى عمليات مرضية أخرى غير سرطانية أو أورام حميدة أو حتى تكون ضمن النطاق الفسيولوجي الطبيعي.
قد تظهر هذه الأعراض في الموقع الأساسي للسرطان (أي مكان منشأ السرطان) أو تكون أعراض لانتشار وانتقال هذا السرطان. كما ذكرنا مسبقًا أن هذه الاعراض غير محددة لذا يتطلب مزيد من العمل من قبل أخصائي رعاية صحية مدرب لتشخيص السرطان. 
أعراض بنوية
- فقدان الوزن غير المبرر: قد يكون فقدان الوزن غير المقصود والذي لا يفسره النظام الغذائي أو ممارسة الرياضة أو أي مرض آخر علامة تحذيرية للعديد من أنواع السرطانات.
- الألم غير المبرر: قد يكون الألم المستمر الذي ليس له سبب واضح ولا يستجيب للعلاج علامة تحذيرية للعديد من أنواع السرطانات.
- التعب غير المبرر: قد يشير التعب غير المعتاد والمستمر إلى مرض كامن ، بما في ذلك سرطانات خلايا الدم مثل اللوكيميا أو سرطان الغدد الليمفاوية
- تعرق ليلي أو حمى غير مبررة: قد تكون هذه علامات لسرطان الجهاز المناعي. نادرًا ما تشير الحمى عند الأطفال إلى ورم خبيث ، ولكنها تستحق تقييمها والنظر بها.

الأعراض المحلية
| نظام                        | علامة مرض | نوع السرطان | ملحوظات |
| --------------------------- | --- | --- | --- |
| الرأس والرقبة               | صعوبة في البلع | المريء (الحلق) أو سرطان الجهاز الهضمي | |
| تنفسي                       | السعال المستمر أو بحة في الصوت دم في البلغم (نفث الدم) ضيق التنفس (ضيق التنفس).                                                            | سرطان الرئة | |
| الجهاز الهضمي (GI)          | تغير في عادات الأمعاء إسهال أو إمساك غير عادي استمرار عسر الهضم أو الحموضة المعوية ألم في البطن أو انتفاخ أو غثيان دم في البراز تضخم الكبد | سرطانات الجهاز الهضمي أو الجهاز الهضمي ، بما في ذلك سرطانات المعدة أو البنكرياس أو القولون أو البروستاتا أو المثانة                                      | الانتفاخ الشديد أو الشعور بالامتلاء (الشبع) من الأعراض المعروفة لسرطان المبيض أو الرحم.                                             |
| الجهاز البولي التناسلي (GU) | صعوبة التبول أي نزيف غير طبيعي ، بما في ذلك عدم انتظام الدورة الشهرية * ، نزيف من المهبل دم في البول                                       | سرطانات الظهارة البولية ، مثل سرطان المثانة أو الكلى أو سرطانات الجهاز الهضمي سرطان الرحم أو المبيض أو المهبل                                            | * يكون النزيف المهبلي بعد سن اليأس دائمًا غير طبيعي ويجب تقييمه لاحتمال الإصابة بالسرطان.                                            |
| الجلد / الغشاء المخاطي      | القرحة أو القرحة المستمرة * طفح جلدي غير مفسر كتلة غير عادية التغييرات في الخلد *                                                          | سرطانات الجلد ، بما في ذلك الورم الميلانيني أو سرطان الخلايا القاعدية أو سرطان الخلايا الحرشفية سرطانات الفم ، أو سرطانات الأنسجة الأخرى التي تتطور فيها | * هذه الأمور مقلقة بشكل متزايد لدى الأشخاص الذين يستخدمون التبغ أو الكحول. ** غالبًا ما يتم تقييمها باستخدام ذاكري ABCD للتغييرات في |
| صدر                         | كتل جديدة التغييرات في نسيج الجلد ، مثل التنقير انقلاب الحلمات إفرازات غير عادية أو دموية                                                  | سرطان الثدي | يتطور سرطان الثدي لدى النساء بشكل خاص ولكن ليس حصريًا.                                                                               |
| الجهاز العضلي الهيكلي       | آلام العظام الكسور ، خاصة. العمود الفقري                                                                                                   | | |
| أمراض الدم / المناعية       | كدمات أو نزيف مفرط تورم العقدة الليمفاوية أو وجود كتلة غير عادية                                                                           | اللوكيميا الأورام اللمفاوية | كدمات غير متناسبة مع الإصابة المباشرة أو                                                                                            |
| العصبية                     | صداع مستمر النوبات الجديدة دوار | سرطان الدماغ | يجب أن يتطلب الصداع الذي يستمر لأكثر من أسبوعين ، أو العرض الأول للنوبة تقييمًا لورم دماغي محتمل.                                    |

## علامات السرطان: العمل الطبي
قد يقوم أخصائي الصحة بإجراء عمل تشخيصي رسمي لتقييم أعراض السرطان. وتعتمد الاختبارات المطلوبة على نوع السرطان المشتبه به. قد تشمل هذه ما يلي: 
- لوحة التمثيل الغذائي الأساسية (Basic Metabolic Panel) هي اختبار يقيس مجموعة من المركبات الحيوية الهامة في الجسم، ويتضمن عادة ثماني مركبات رئيسية. هذه المركبات تعطي فكرة عن صحة ووظيفة الكلى ومستويات السكر في الدم :
  1. الكرياتينين (Creatinine)
  2. نيتروجين اليوريا في الدم (BUN)
  3. مستوى السكر في الدم (الجلوكوز)
  4. الصوديوم (Sodium)
  5. البوتاسيوم (Potassium)
  6. ثاني أكسيد الكربون (CO2)
  7. كلوريد (Chloride)
  8. مستوى الكالسيوم (Calcium)
- حقنة شرجية الباريوم
- خزعة
- فحص العظام
- شفط وخزعة نخاع العظم
- تصوير الثدي بالرنين المغناطيسي
- تنظير القولون و / أو التنظير السيني و / أو التنظير الداخلي
- فحص تعداد الدم الكامل أو مسحة الدم المحيطية
- التصوير المقطعي المحوسب (CT)
- فحص المستقيم بالاصبع
- مخطط كهربية القلب (EKG)
- اختبار الدم الخفي في البراز
- التصوير بالرنين المغناطيسي (MRI)
- الماموجرام أي تصوير الثدي الاشعاعي
- multigated acquisition (MUGA) scan تصوير البطين بالنظائر المشعة
- اختبار بابانيكولاو
- مسح التصوير المقطعي بالإصدار البوزيتروني (PET)
- اختبارات علامة الورم (Tumor Marker)
- الموجات فوق الصوتية

## الأعراض المرتبطة بالعلاج والثانوية
قد تشمل علاجات السرطان الجراحة ، والعلاج الكيميائي ، والعلاج الإشعاعي ، والعلاج الهرموني ، والعلاج الموجه (بما في ذلك العلاج المناعي مثل العلاج بالأجسام المضادة وحيدة النسيلة ) والفتك الاصطناعي ، الأكثر شيوعًا هو تسلسلة من العلاجات المنفصلة (مثل العلاج الكيميائي قبل الجراحة). قد ينتج عن بعض علاجات السرطان هذه أعراضًا مرتبطة بالعلاج أو ثانوية ، بما في ذلك:
- ألم. [14]
- عدوى
- تجلط الأوردة العميقة
- الانسداد الرئوي
- متلازمة تحلل الورم
- آلام العضلات

تشمل الأعراض التي تتطلب علاجًا فوريًا ما يلي:
- حمى تساوي 100.4 درجة فهرنهايت (38 درجة مئوية) أو أعلى
- قشعريرة برد
- ألم في الصدر أو ضيق في التنفس
- ارتباك
- صداع شديد مع تصلب الرقبة
- البول الدموي